# Klikwiel

Voorbeeld van een klikwiel dat op een iPod wordt gebruikt.

Het klikwiel (ook soms met de Engelse term Click Wheel aangeduid) is een besturingsmedium van de Apple iPod. Het klikwiel gebruikt een combinatie van touch-technologie en fysieke knoppen. Een gebruiker kan met het klikwiel navigeren naar muziek, video's en foto's. Het spelen van speciale games, die ontwikkeld zijn voor het klikwiel, is ook mogelijk.
Apple heeft zelf niet het klikwiel ontwikkeld, het bedrijf Synaptics kwam met het ontwerp voor het onderdeel. De techniek die in het klikwiel wordt gebruikt, heet Capacitive Sensing. Capacitive Sensing werd voor het eerst gebruikt in de Theremin, een muziekinstrument.
De eerste iPod met een klikwiel was de iPod mini. Vandaag de dag heeft alleen de iPod classic een klikwiel.